# Стекене
Стекене (на нидерландски: Stekene) е селище в Северна Белгия, окръг Синт Никлас на провинция Източна Фландрия. Населението му е около 16 900 души (2006).